# Campeonato Sul-Americano de Futebol Feminino Sub-20 de 2008
O Campeonato Sul-Americano Feminino Sub-20 de 2008 foi a terceira edição da competição organizada pela Confederação Sul-Americana de Futebol (CONMEBOL) para jogadoras com até 20 anos de idade.
O país anfitrião foi o Brasil que também se tornou campeão da competição, que contou com 10 participantes.

## Equipes participantes
Todas as dez equipes filiadas a CONMEBOL participaram do evento.
| - Argentina - Bolívia - Brasil - Chile - Colômbia | - Equador - Paraguai - Peru - Uruguai - Venezuela |

## Sede
Os jogos foram todos disputados no estado do Rio Grande do Sul, nas cidade de Porto Alegre e Bagé.

## Fórmula de disputa
As dez equipes participantes disputaram o campeonato no sistema de pontos corridos.

Os critérios de desempate foram na seguinte ordem:
1. Saldo de gols
2. Número de gols a favor (gols pró)
3. Resultado da partida entre as equipes em questão
4. Sorteio

## Premiação
| Campeonato Sul-Americano Sub-20 Feminino de 2008 |
| Seleção Brasileira de Futebol                    |
| ------------------------------------------------ |
| BRASIL Tetracampeã (3º título)                   |